# Multiracial
Els termes multiracial i mestís descriuen a les persones els ancestres dels quals provenen de múltiples races. A diferència del terme biracial', que sovint és utilitzat per referir-se al fet que els pares o avis són de dues races diferents, el terme multiracial pot incloure a persones biracials, però també pot incloure a persones amb més de dues races en el seu patrimoni, o també pot referir-se a l'origen de més barreja genètica generacionalment distant procedent de més d'una raça i allotjada en l'ADN d'una persona.